# Cerro Tres Hermanos
El cerro Tres Hermanos es una colina prominente, de 210 metros de altura, ubicada al este de la caleta Potter, en la península Potter, en el suroeste de la isla Rey Jorge/25 de Mayo, Shetland del Sur, Antártida. Se halla próxima a la punta Elefante y la base Carlini de Argentina.

## Características
Es el remanente de un volcán extinto, encontrando escoria volcánica en sus laderas. El nombre fue utilizado por el geólogo escocés David Ferguson en un informe de 1921 basado en sus investigaciones de la isla entre 1913 y 1914, pero puede reflejar un nombramiento anterior realizado por los cazadores de ballenas. El nombre puede hacer referencias a las tres cumbres de la colina. Su forma fue descrita como «algo parecida a tres articulaciones de los dedos cuando la mano está cerrada». Entre 1956 y 1957 fue utilizada como estación de triangulación por el equipo británico de la Falkland Islands and Dependencies Aerial Survey Expedition.

## Reclamaciones territoriales
Argentina incluye a la isla Rey Jorge/25 de Mayo en el departamento Antártida Argentina dentro de la provincia de Tierra del Fuego, Antártida e Islas del Atlántico Sur; para Chile forma parte de la comuna Antártica de la provincia Antártica Chilena dentro de la Región de Magallanes y de la Antártica Chilena; y para el Reino Unido integra el Territorio Antártico Británico. Las tres reclamaciones están sujetas a las disposiciones del Tratado Antártico.
Nomenclatura de los países reclamantes: 
- Argentina: Cerro Tres Hermanos[4]
- Chile: Cerro Tres Hermanos[2]
- Reino Unido: Three Brothers Hill[3]